# Туа Форшстрем
Туа Біргитта Форшстрем (швед. Tua Birgitta Forsström; нар. 2 квітня 1947, Порвоо, Уусімаа) — фінська шведськомовна письменниця, лауреат літературної премії Північного ради (1998) і вищої нагороди Фінляндії для діячів мистецтва — медалі «Pro Finlandia» (1991).

## Біографія
У 1972 році закінчила Гельсінський університет і в тому ж році опублікувала свій перший твір — «En dikt om kärlek och annat».
Відома як поетеса; є також авторкою декількох п'єс. У своїй творчості активно використовує прямі цитати з робіт Людвіга Вітгенштейна, Германа Гессе і Фрідріха Ніцше.
У 1998 році удостоєна літературної премії Північного ради за свою поетичну збірку «Efter att ha tillbringat en natt bland hästar» в якої використовувала цитати з фільму «Сталкер» режисера Андрія Тарковського. Крім того, є лауреатом премій «Samfundet De Nio Stora pris», «Bellmanpriset» і «Edtih Södergran».
У лютому 2019 року Туа Форшстрем призначена новим членом Шведської королівської академії наук. Це призначення стало першим випадком в історії, коли членом Шведської академії стала громадянка Фінляндії. На 18-му стільці вона змінила шведську поетесу Катаріну Фростенсон.